# Zdzisław Beksiński
Zdzisław Beksiński (ur. 24 lutego 1929 w Sanoku, zm. 21 lutego 2005 w Warszawie) – polski inżynier, architekt, malarz, rzeźbiarz, fotograf, rysownik i artysta fantastyczny posługujący się też grafiką komputerową.

## Życiorys

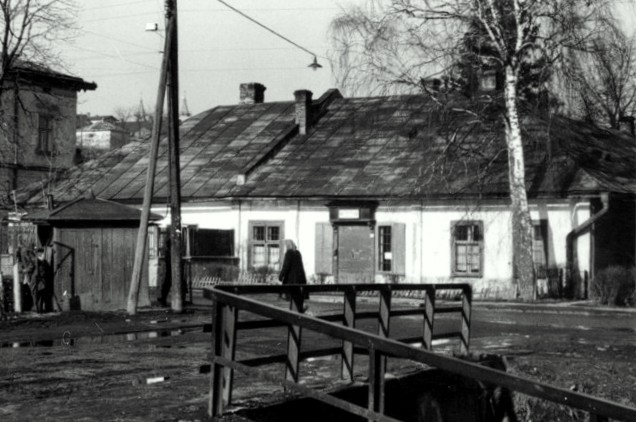
Dom Beksińskich w Sanoku

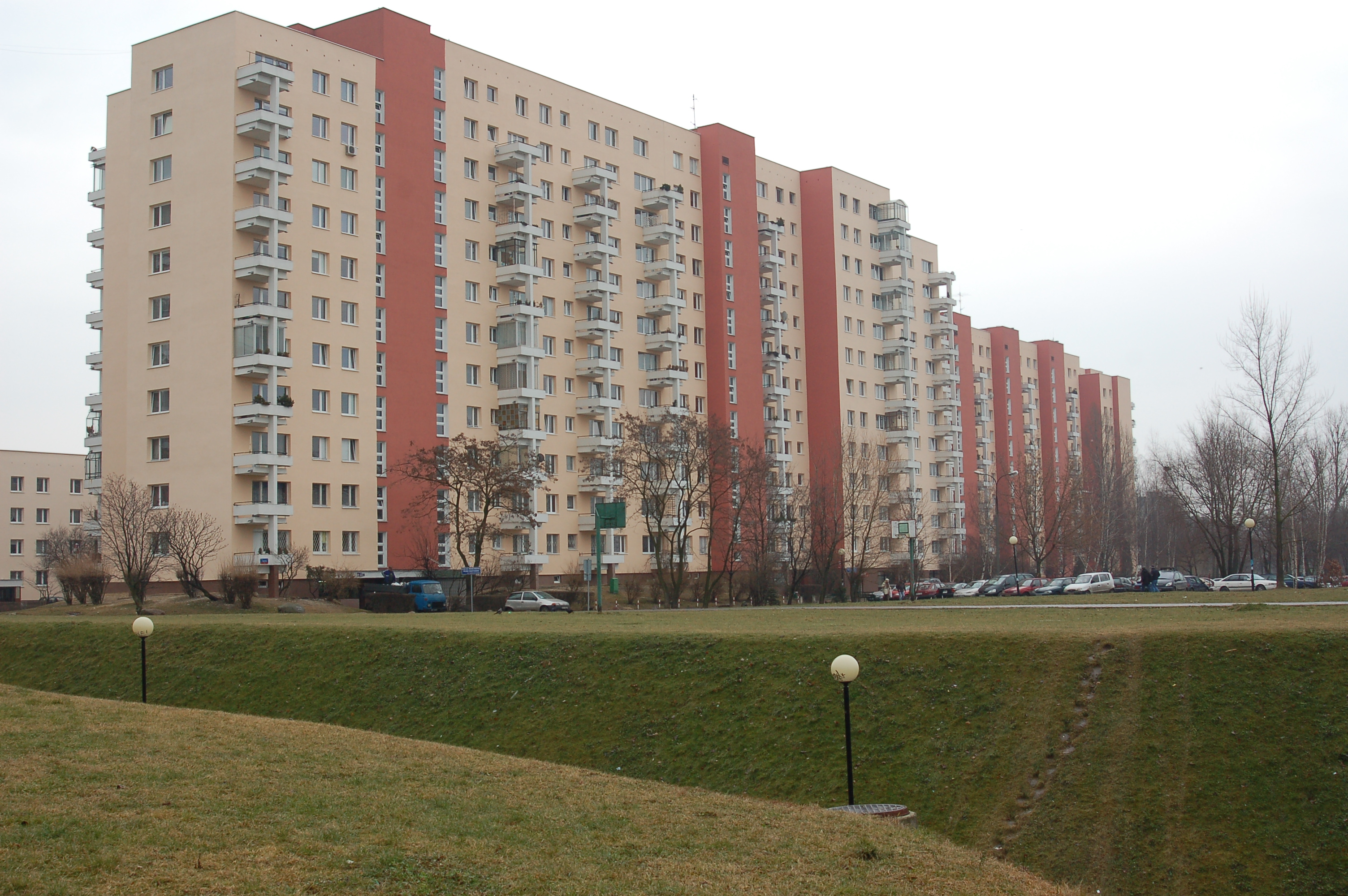
Bloki mieszkalne przy ulicy Sonaty 6 w Warszawie

Rodzina Beksińskiego związana była z Sanokiem od kilku pokoleń. Pradziadek Zdzisława, Mateusz, jako pierwszy przybył do miasta i w latach 40. XIX wieku założył Zakłady Kotlarskie, które dały początek późniejszej fabryce wagonów i autobusów Autosan. Dziadek Władysław był architektem miejskim i autorem wielu projektów budynków i terenu miasta Sanoka. Łącznie pięć pokoleń Beksińskich od 2. połowy XIX wieku do końca lat 70. XX wieku zamieszkiwało w domu przy ulicy Jagiellońskiej w Sanoku. Ojciec Zdzisława, Stanisław (1887–1953), żołnierz armii Hallera i działacz Towarzystwa Gimnastycznego „Sokół”, był inżynierem geometrą, mierniczym przysięgłym, pracował w wydziale budowlanym miejskiego magistratu. Matką Zdzisława była Stanisława, z domu Dworska (córka Tadeusza, nauczycielka, korepetytorka, tworzyła także rysunki i malowała akwarele). Zdzisław Beksiński był ich jedynym dzieckiem. Jego rodzicami chrzestnymi zostali kpt. Franciszek Orawiec i Helena Potocka z domu Dworska. Zdzisław o swoim stosunku do wiary napisał: „Wiarę utraciłem powoli, na raty, w zasadzie pierwszym i zasadniczym powodem był fakt, że nie chciało mi się mówić pacierza wieczorem”. Siostrą jego matki była Maria, żona Stanisława Potockiego, matka Jerzego i Anny Potockiej-Hoser. W dzieciństwie w Sanoku przyjaźnił się z dalekim krewnym Tadeuszem Hoffem.
W czasie II wojny światowej, podczas trwającej okupacji niemieckiej, Zdzisław Beksiński uczęszczał do szkoły handlowej w Sanoku (Polnische Öffentliche Handelsschule), jednocześnie pobierając edukację w ramach tajnego nauczania. Uczył się także gry na fortepianie. W wyniku eksplozji spowodowanej zabawą niewybuchami wojennymi utracił część kciuka i palca wskazującego u lewej ręki. W 1947 ukończył klasę o profilu matematyczno-fizycznym i zdał egzamin dojrzałości w Liceum Ogólnokształcącym w Sanoku (wykonał wówczas pamiątkowe maturalne tableau). Pierwotnie planował studia na Akademii Sztuk Pięknych (gdzie się dostał) albo w szkole filmowej. Ostatecznie, wskutek namowy ojca, rozpoczął studia na Wydziale Architektury Politechniki Krakowskiej. W trakcie studiów zawarł związek małżeński z Zofią Heleną Stankiewicz (ur. 1928, absolwentka filologii romańskiej) 30 kwietnia 1951 w Dynowie, tj. w jej rodzinnej miejscowości. 31 maja 1952 uzyskał tytuł inżyniera architekta i magistra nauk technicznych. Po ukończeniu studiów w 1952, zobowiązany ówczesnymi przepisami o nakazie pracy, nadal mieszkał w Krakowie, a później w Rzeszowie.

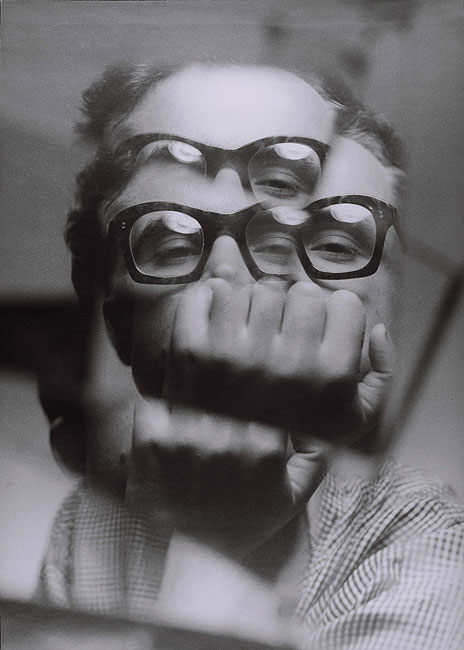
Autoportret Zdzisława Beksińskiego, 1956-57 r.

W 1955, po kilku latach pracy w budownictwie na stanowisku inspektora nadzoru na budowach socjalizmu, powrócił wraz z żoną do Sanoka. Wcześniej był radnym Miejskiej Rady Narodowej w Sanoku: od 1953 do 1954 zasiadał w Komisji Urządzania Osiedli, później wybrany radnym w 1958. Od 1955 należał do sanockiego oddziału Polskiego Towarzystwa Fotograficznego. 26 listopada 1958 na świat przyszło ich jedyne dziecko – syn Tomasz. Od 1959 do początku lat 70. Beksiński pracował jako stylista (określany wówczas jako plastyk) w Dziale Głównego Konstruktora Sanockiej Fabryki Autobusów „Autosan”, pierwotnie założonej przez Mateusza Beksińskiego, pradziada artysty (przyjęcie do pracy w fabryce ułatwił mu jego kuzyn Jerzy Potocki). Opracował tam stylistykę takich prototypowych autobusów i mikrobusów jak: SFW-1 Sanok, SFA-2, SFA-3, SFA-4 Alfa (1964) i SFA-21 (projektował m.in. nadwozia autobusowe, sposób lakierowania i znaki graficzne firmy). Tworzone przez niego projekty wyróżniały się m.in. nowatorską stylizacją, przeszkleniem oraz wprowadzaniem rozwiązań ergonomicznych. Ponadto znacząco wyprzedzały swoją epokę, były tak nowoczesne, że żaden z nich nie zyskał aprobaty członków warszawskiej Komisji Oceny Transportu Samochodowego. To właśnie ta komisja zdecydowała o przyszłości tych zbyt nowatorskich na tamte czasy konstrukcji. Niestety, żaden z tych projektów nie wszedł do produkcji seryjnej. Współpraca Beksińskiego z Autosanem zaowocowała jednak powstaniem logotypu firmowego zaprojektowanego przez artystę, który używany był przez kilka lat. Istotnym elementem znaku był bocian, co nawiązuje do obecności sporej liczby tych ptaków w Sanoku, gdy pradziadek artysty zakładał fabrykę. Beksiński zazwyczaj pracował w fabryce na pół etatu, jako że resztę czasu poświęcał swoim pasjom artystycznym (fotografia, rzeźba, rysunek, malarstwo). Sam artysta pracę w fabryce wspominał raczej jako nieprzyjemny okres w życiu. O swoich odczuciach względem tej pracy mówił tak: „Przez ileś tam lat pracowałem w fabryce autobusów jako takie piąte koło u wozu, coś w rodzaju designera na pół etatu. W czasie tego malowałem i rysowałem, a pracę w fabryce traktowałem tylko jako źródło skromnego dochodu”. W międzyczasie, w 1960 odrzucił propozycję stypendium Muzeum Guggenheima w Nowym Jorku. Należał do sekcji grafiki Związku Polskich Artystów Plastyków Okręgu w Warszawie w latach 1956–1963. Udzielał się charytatywnie, przekazując swoje obrazy na aukcje w szczytnych celach, m.in. na rzecz Towarzystwa Pomocy im. św. Brata Alberta. Darował na rzecz miasta grunt przy ulicy Jana Kochanowskiego 2 w dzielnicy Błonie, na którym powstała nowa siedziba Szkoły Podstawowej nr 1 im. Grzegorza z Sanoka, później im. Władysława Broniewskiego, wcześniej zlokalizowana w budynku przy ulicy Stanisława Konarskiego (obecnie Szkoła Podstawowa nr 1 im. Grzegorza z Sanoka w Sanoku). 25 grudnia 1965 r. został przeniesiony z biura projektowego Autosanu do malarni transparentów propagandowych. Niedługo później artysta postanowił zakończyć współpracę z fabryką.
Beksińscy zdecydowali się opuścić Sanok po decyzji władz miasta o rozbiórce rodzinnego domu Beksińskich przy ulicy Jagiellońskiej nad Potokiem Płowieckim. Wiosną 1977 zakupił w Warszawie czteropokojowe mieszkanie typu M-5 o powierzchni 79,5 m², znajdujące się w bloku przy ulicy Sonaty 6 na osiedlu Służew nad Dolinką. 14 września 1977 artysta wraz z żoną wyjechał z Sanoka do Warszawy. W mieszkaniu przy ul. Sonaty w stolicy spędził resztę życia. Wraz z małżeństwem zamieszkała matka artysty, Stanisława Beksińska, a potem także jego teściowa tj. matka Zofii, Stanisława Stankiewicz. Syn Tomasz w 1978 zamieszkał samodzielnie w zakupionym przez malarza mieszkaniu znajdującym się w odległości ok. 100 metrów, przy ul. Mozarta. Obie matki wymagały opieki ze względu na ich wiek (matka Beksińskiego stała się obłożnie chora) i zmarła w mieszkaniu artysty (Stanisława Beksińska żyła w latach 1899–1988, a Stanisława Stankiewicz w latach 1898–1996). W późniejszych latach także żona artysty zapadła na chorobę (tętniak aorty), w wyniku czego zmarła 22 września 1998. Ich syn, Tomasz, popełnił samobójstwo rok później, 24 grudnia 1999. W związku z tymi wydarzeniami oraz twórczością i śmiercią samego artysty rodzina Beksińskich jest określana przez niektórych jako „przeklęta”.
Zdzisław Beksiński został zamordowany w swoim mieszkaniu w Warszawie przy ulicy Sonaty 6 m. 314 w nocy z 21 na 22 lutego 2005, na kilka dni przed swymi 76. urodzinami. Zabójcą okazał się Robert Kupiec, liczący wówczas 19 lat mieszkaniec Wołomina. On sam, jego ojciec, matka i siostry od lat pracowali dla artysty, zajmując się dokonywaniem drobnych napraw i sprzątaniem. Motywem morderstwa miało być to, że Beksiński odmówił udzielenia pożyczki sprawcy. Zabójca zadał malarzowi siedemnaście pchnięć nożem, po czym razem ze swoim 16-letnim kuzynem wyniósł ciało na balkon i usiłował zatrzeć ślady zbrodni (m.in. usuwając ślady krwi). Ukradł także z mieszkania dwa aparaty fotograficzne i płyty CD. Sprawcy zostali zatrzymani przez policję dwa dni po zabójstwie. W listopadzie 2006 zostali skazani wyrokiem sądu – morderca na 25 lat pozbawienia wolności, natomiast jego 16-letni kuzyn, za „psychiczną pomoc w zabójstwie” na 5 lat pozbawienia wolności. Obrońca sprawcy złożył apelację. 16 maja 2007 sąd utrzymał w mocy wyrok sądu I instancji. Pogrzeb Zdzisława Beksińskiego odbył się 8 marca 2005 na Cmentarzu Centralnym w Sanoku. Uroczystościom przewodniczył gwardian kościoła Franciszkanów w Sanoku, o. Stanisław Glista. Rodzina Beksińskich (Zdzisław, jego żona Zofia, dziadkowie Władysław i Helena, rodzice Stanisław i Stanisława oraz syn Tomasz) jest pochowana w grobowcu rodzinnym pierwotnie zaprojektowanym przez Władysława Beksińskiego. Nagrobek, poza lakoniczną inskrypcją zawierającą nazwisko rodziny, nie posiada informacji dotyczących jej członków i danych dotyczących dat narodzin i śmierci. Dzień pogrzebu był w Sanoku oficjalnym dniem żałoby.

## Twórczość

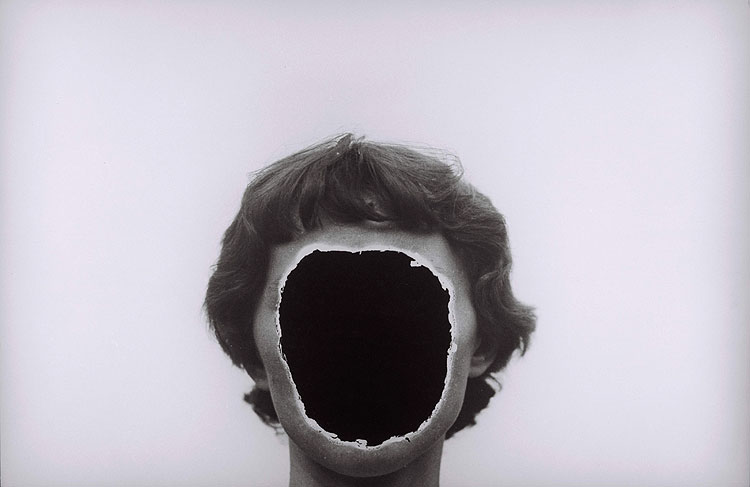
Fotografia bez tytułu, 1956–57

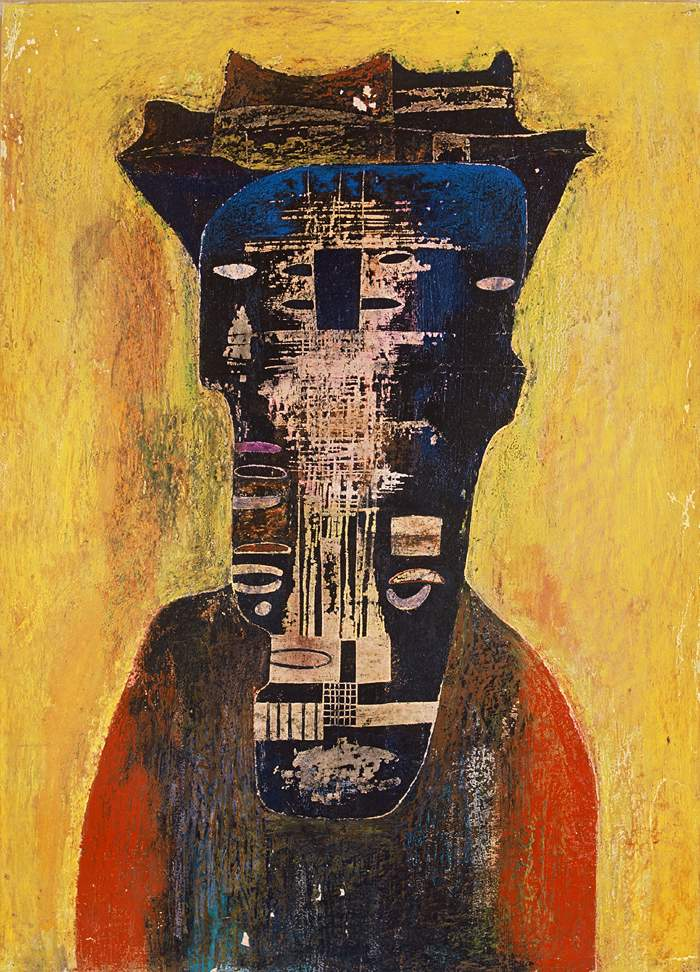
Rysunek bez tytułu, 1958

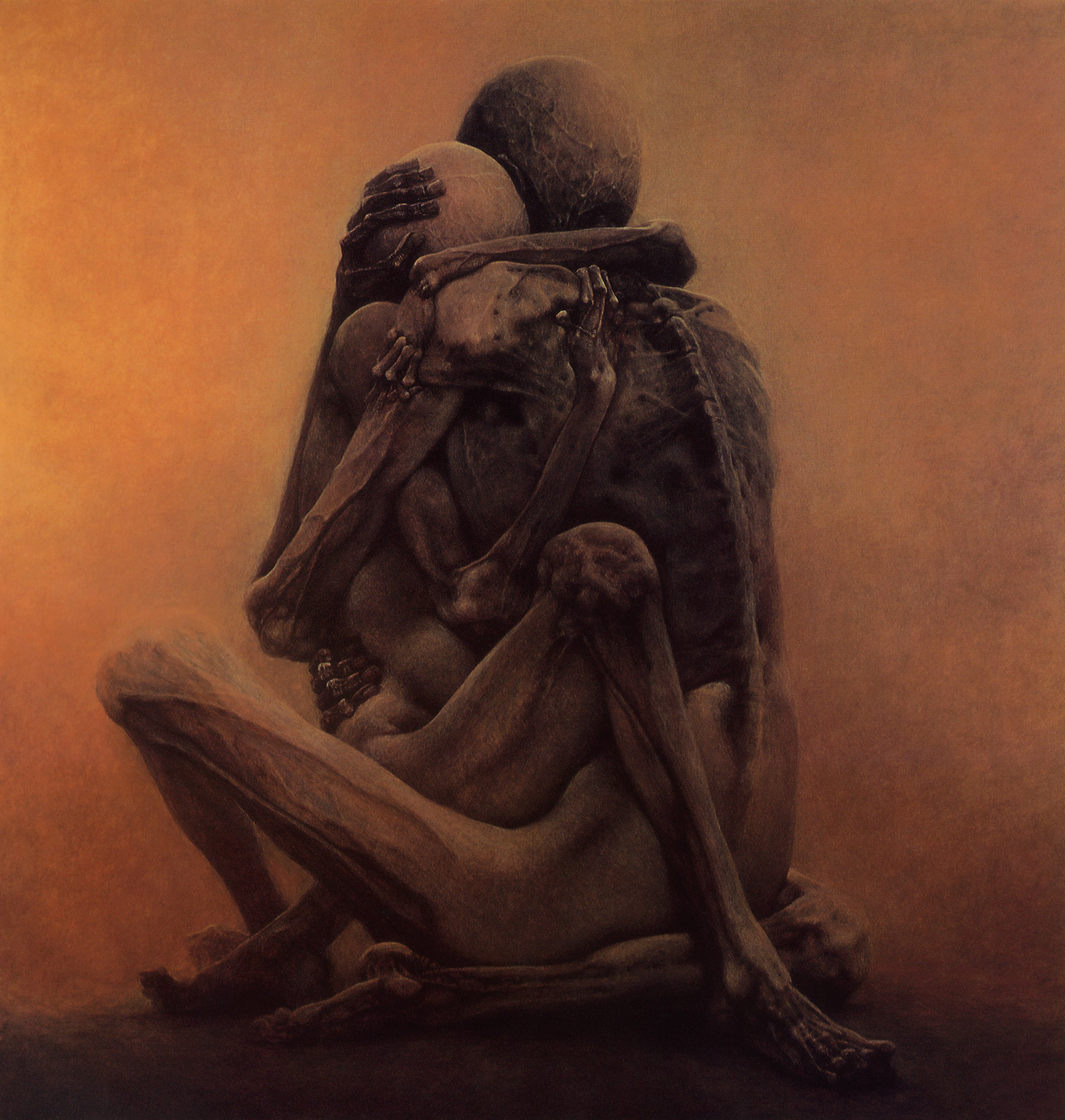
Obraz bez tytułu, 1984

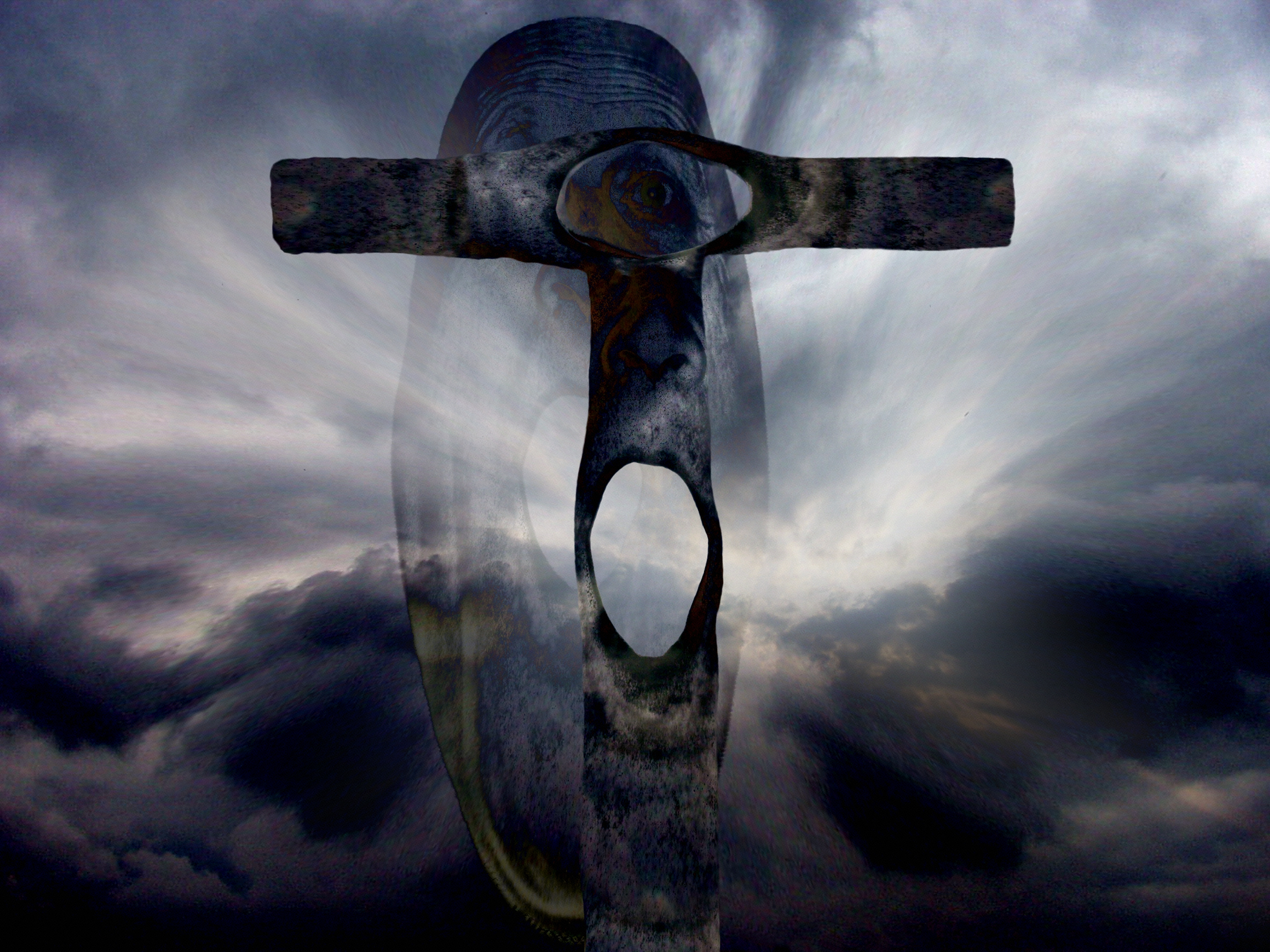
Grafika komputerowa bez tytułu, 2000–2005

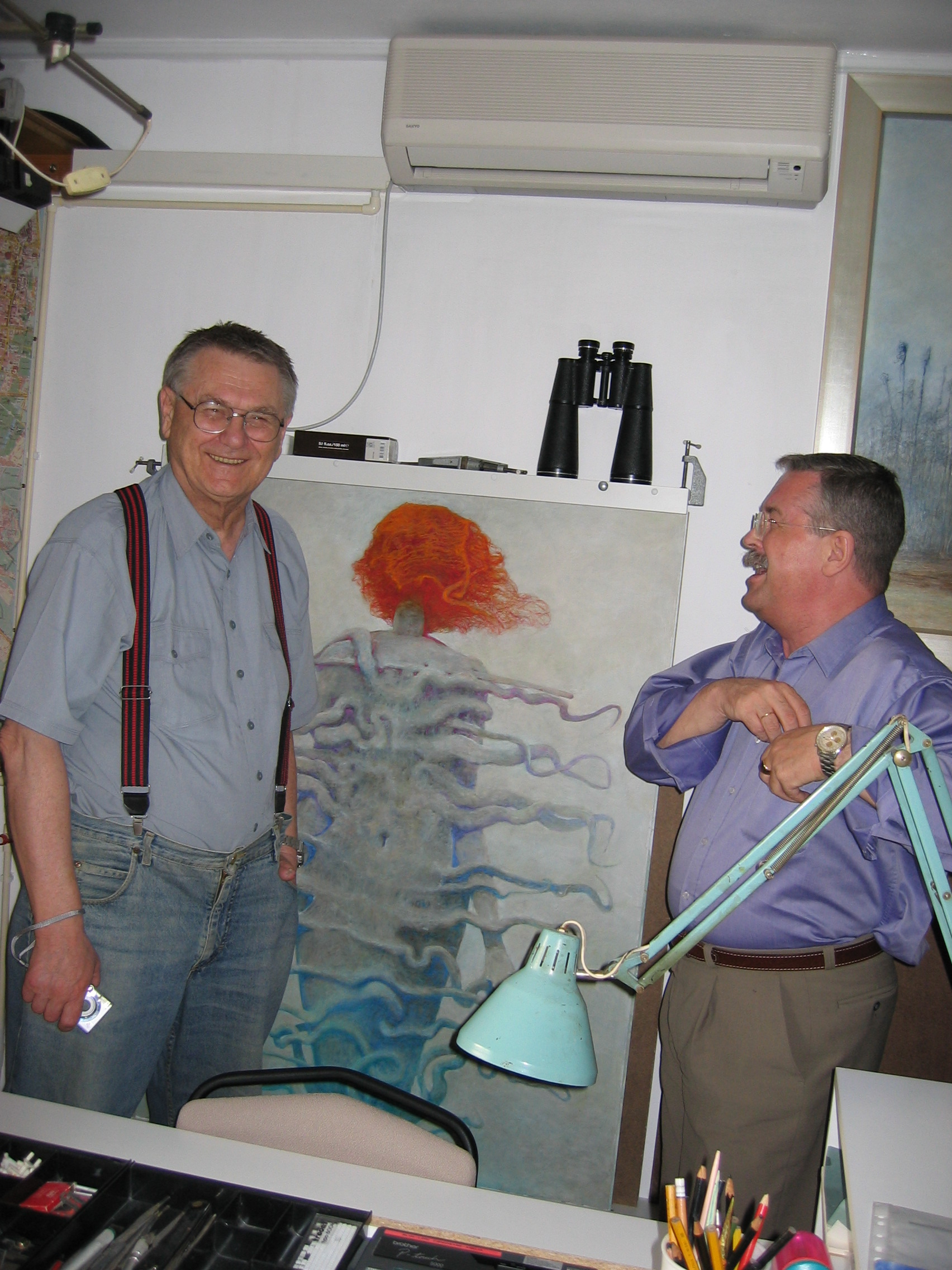
Piotr Dmochowski ze Zdzisławem Beksińskim w jego mieszkaniu (2003)

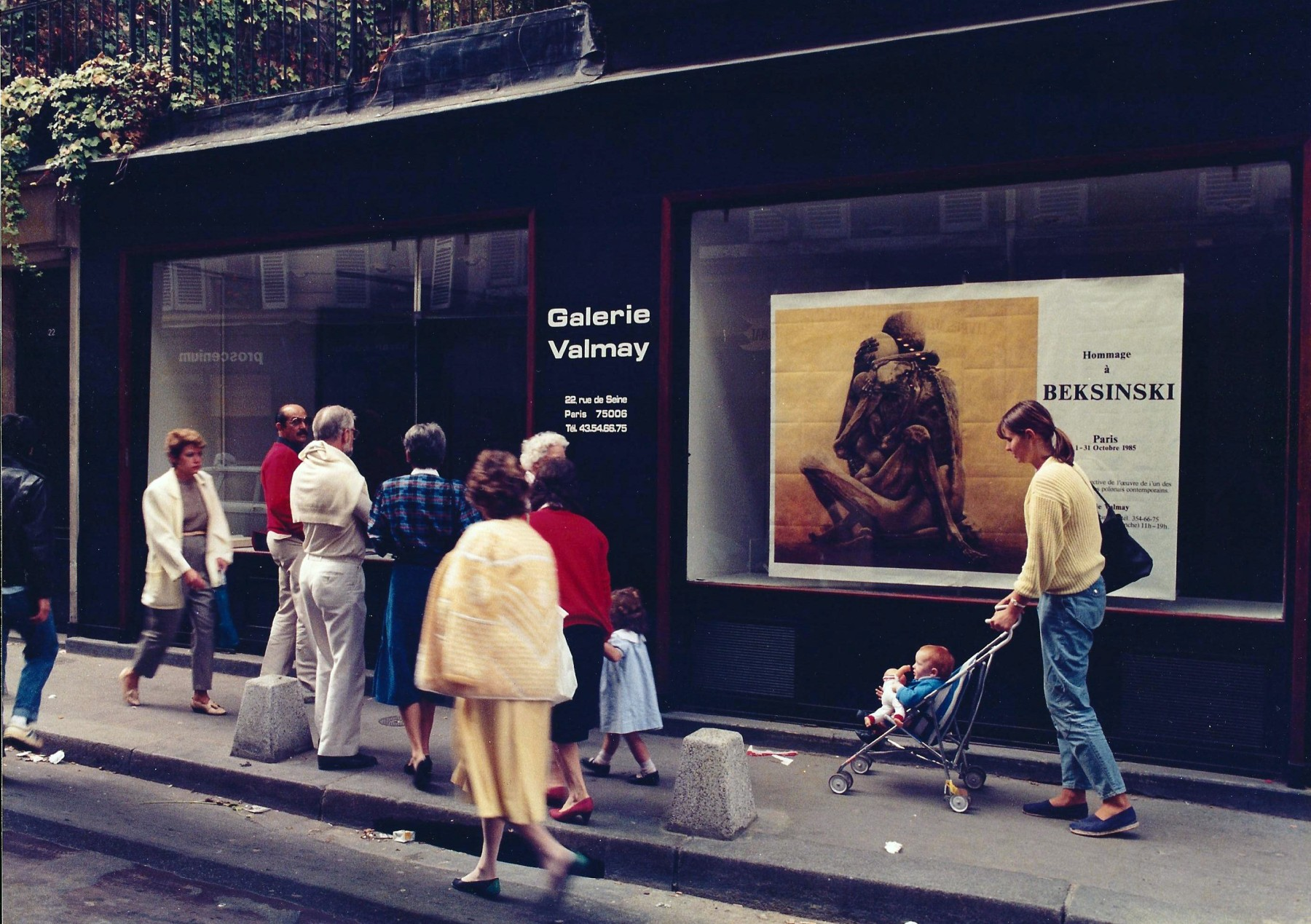
Wernisaż wystawy Beksińskiego w Paryżu (1985)

Jako młody artysta zajmował się fotografią, wygrywając szereg konkursów międzynarodowych. Dziś Beksiński jest rzadziej kojarzony z czarno-białymi zdjęciami, jednak to właśnie od nich zaczął swoją karierę. Jego fotografie przedstawiały ludzkie postacie, często w niecodziennych pozach – skulone, jakby zalęknione modelki były owinięte sznurkami, ich ciała były zdeformowane lub tak skadrowane, że było widać tylko ich fragmenty. Często rolę modelki na fotografiach odgrywała jego żona Zofia.
Następną formą wyrazu była dla młodego Beksińskiego rzeźba. Była to rzeźba czysto abstrakcyjna, wykonywana głównie z metalu, drutu i blachy. Powstały wówczas reliefy i maski, które można zobaczyć w Pawilonie Czterech Kopuł Muzeum Sztuki Współczesnej Oddziale Muzeum Narodowego we Wrocławiu. Po pewnym czasie Beksiński przeszedł jednak do następnej formy wyrazu, jaką był rysunek. Jego rysunki były najpierw na pół abstrakcyjne. Potem przeszedł do czystej figuracji pełnej erotyki, sadyzmu i masochizmu. Beksiński w swych rysunkach „pastwił” się nad żywą osobą, deformując jej ciało i ukazując ją często w trakcie kopulacji, związaną i zniewoloną. Bardzo częstym motywem był mały, związany chłopiec, wpatrzony w seks bijącej go szpicrutą półnagiej kobiety. Te rysunki w pruderyjnej Polsce Ludowej nie mogły być pokazywane inaczej niż na specjalnych pokazach dla „wtajemniczonych”. Przez wiele lat potem Beksiński nie rysował i do rysunku powrócił dopiero pod koniec życia.
Około 1964 zaczął malować. W połowie lat 60. wskazówek udzielał mu sanocki malarz Tadeusz Turkowski, ponadto Beksiński kontaktował się z innym sanockim malarzem Bronisławem Naczasem. Zdecydowanie zerwał wówczas z awangardą i w pełni oddał się malarstwu fantastycznemu, wizjonerskiemu, figuratywnemu, starannie malowanemu farbą olejną na płycie pilśniowej. Nigdy nie dawał swoim obrazom tytułów, uznając, że każdy widz może je interpretować w dowolny sposób. Pierwszy okres tego malarstwa, pod wpływem mistycyzmu wschodniego, któremu wówczas Beksiński hołdował, był pełen symboli, tajemniczych treści i katastroficznej, pełnej grozy atmosfery. Podczas tworzenia obrazów malarskich stosował jednoczesne słuchanie muzyki. Artysta tworzył przy muzyce, głównie neoromantycznej. W jego pracowni w Sanoku znajdowało się wiele urządzeń audio (np. magnetofon)
W latach 1957–1960 był członkiem nieformalnej grupy fotograficznej wraz ze Jerzym Lewczyńskim i Bronisławem Schlabsem. Ich twórczość była próbą włączenia się do ruchu fotografii subiektywnej Otto Steinerta.
Pierwszym poważnym sukcesem wystawienniczym była dla Beksińskiego wystawa jego trzydziestu kilku obrazów o tematyce czysto fantastycznej, zorganizowana w 1964 w Warszawie przez krytyka Janusza Boguckiego. O ile awangardowa krytyka odwróciła się wówczas od Beksińskiego raz na zawsze, uważając go za renegata, o tyle publiczność dobrze przyjęła wystawę. Sprzedał na niej wszystkie wystawione obrazy. Po wielu staraniach i perturbacjach, w 1977 przeprowadził się wraz z rodziną do Warszawy (zameldowany 28 marca tego roku), ciesząc się coraz większym uznaniem publiczności i spotykając się z coraz bardziej zaciętą krytyką dawnych sprzymierzeńców. W czasie mieszkania w Sanoku oraz po przeprowadzce do Warszawy, współpracowała z nim i pomagała w jego działalności Maria Turlejska.
W latach 80. XX w. związał się z miłośnikiem jego sztuki i kolekcjonerem, adwokatem i wykładowcą uniwersytetu, Piotrem Dmochowskim, zamieszkałym w Paryżu. Ten zorganizował mu szereg wystaw we Francji, Belgii, Niemczech i Japonii. Od 1989 do 1996 istniała też w Paryżu autorska galeria Beksińskiego o nazwie „Galerie Dmochowski – Musée galerie de Beksinski”. Przez pewien czas na początku lat 90. XX w. istniała jego stała wystawa w prywatnym muzeum sztuki europejskich krajów wschodnich, w Osace (Japonia). Muzeum to już nie istnieje, ale nadal w Japonii znajduje się około 70 obrazów Beksińskiego, które były tam wystawiane.
W swej twórczości z lat 90. Beksiński coraz bardziej oddalał się od fantastyki, tajemniczych treści, pełnej grozy atmosfery, którymi były przepełnione jego obrazy z okresu „fantastycznego”, który też sam określał jako „barokowy”. Coraz bardziej pracował nad formą, uważając, że mimo iż pozostaje nadal wierny figuracji, to powinien znów malować tak, jak to robił we wczesnej młodości, to znaczy z jedynym tylko celem do osiągnięcia: poprawnie, harmonijnie, w określonym porządku zamalować pewną wyznaczoną ramami płaszczyznę, tak jak to określał Malewicz. Ten okres swojej twórczości Beksiński nazywał „gotyckim”.
Po 2000, nie zaprzestając jednocześnie malować i rysować, Beksiński zaczął tworzyć swoje kompozycje na komputerze i przy pomocy fotokopiarki.

## Testament i zbiory prac

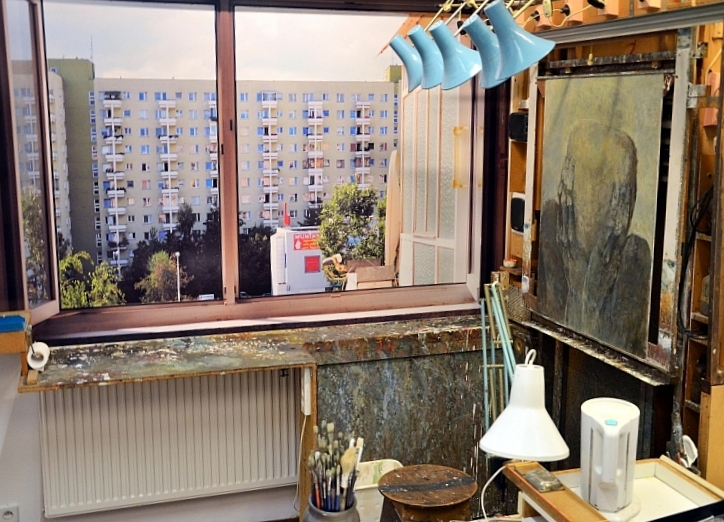
Pracownia Beksińskiego z mieszkania w Warszawie odtworzona w Galerii w sanockim muzeum

W 2001 cały dorobek artystyczny Beksiński zapisał w testamencie Muzeum Historycznemu w Sanoku, któremu już za życia przekazał ok. 300 swoich prac. Po śmierci artysty Muzeum otrzymało ok. 20 jego ostatnich obrazów, ok. 1000 zdjęć i grafik, a także cały majątek – mieszkania, lokaty bankowe, sprzęt komputerowy. Zbiory muzeum powiększyły się również o zapisy multimedialne, listy i filmy dokumentujące życie rodzinne twórcy. Muzeum posiada obecnie największą kolekcję dzieł artysty, obejmującą kilka tysięcy obrazów, reliefów, rzeźb, rysunków, grafik i fotografii.

### Galeria Beksińskiego w Sanoku
Ośrodek systematycznie gromadził środki finansowe na budowę osobnego skrzydła w sanockim Zamku Królewskim celem stworzenia w nim autorskiej galerii Beksińskiego. Odbudowa południowego skrzydła sanockiego zamku ruszyła wiosną 2010, a została ukończona jesienią 2011. W pomieszczeniach skrzydła rozpoczęto wówczas urządzanie stałej Galerii Zdzisława Beksińskiego. Prace trwały do końca kwietnia 2012. Otwarcie Galerii Beksińskiego miało miejsce 18 maja 2012 dla gości oficjalnych, a dzień później dla ogółu zwiedzających. Zgodnie z zamierzeniami Galeria Beksińskiego znajduje się w południowo-wschodnim skrzydle Zamku na kilku kondygnacjach. Znajduje się w niej niemal 300 prac artysty (oprócz obrazów także fotografie i rysunki). Osobną atrakcją jest precyzyjnie zrekonstruowana pracownia Beksińskiego, pierwotnie znajdująca się w jego warszawskim mieszkaniu przy ulicy Sonaty. Koszt stworzenia Galerii wyniósł 4,5 miliona zł.

### Inne zbiory prac
Oprócz muzeum w Sanoku, które posiada obecnie najszerszy zbiór dzieł Beksińskiego, znaczące kolekcje posiadają:
- W Miejskiej Galerii Sztuki w Częstochowie pod nazwą Beksiński. Wystawionych jest tu 30 obrazów artysty i 30 jego rysunków z okresu młodości. Prace te pochodzą z kolekcji Anny i Piotra Dmochowskich.
- Muzeum Narodowe we Wrocławiu posiada wiele prac z okresu abstrakcyjnego, darowanych przez Beksińskiego, gdy opuszczał on Sanok i nie wiedział, co zrobić z nagromadzonymi w domu pracami.
- Największa prywatna kolekcja obrazów i rysunków Beksińskiego należy do Anny i Piotra Dmochowskich (w przypadku dwóch obrazów proces sądowy rozstrzygnął, iż dzieła przysługują sanockiemu muzeum[79]).
- W październiku 2016 w Nowohuckim Centrum Kultury została otwarta Galeria Zdzisława Beksińskiego w Krakowie, trzecia w Polsce (po Sanoku i Częstochowie) stała wystawa prac artysty. Galeria prezentuje permanentnie 50 obrazów, które zostały przekazane Nowohuckiemu Centrum Kultury w depozyt przez Annę i Piotra Dmochowskich. Depozyt obejmuje także 100 rysunków oraz 100 fotografii Beksińskiego, które są prezentowane podczas wystaw czasowych[80].
- Od 2021 w Muzeum Archidiecezji Warszawskiej wystawianych jest permanentnie 25 obrazów Beksińskiego podarowanych przez małżeństwo Dmochowskich[81].

### Archiwum promocji sztuki Zdzisława Beksińskiego
W 2023 powstało internetowe Archiwum Promocji Sztuki Zdzisława Beksińskiego. Jego twórcami są Anna i Piotr Dmochowscy. Jest to bogaty, podzielony na dwie części, unikatowy zbiór materiałów dostępny dla wszystkich wielbicieli twórczości Beksińskiego.

## Filmy
- 1976: Rozmowa mistrza ze śmiercią (reżyseria: Franciszek Kuduk)[83][84]
- 1978: Fotoplastykon (reżyseria: Piotr Andrejew)[85]
- 1981: Ręce do góry (reżyseria: Jerzy Skolimowski), w części filmu Prolog wykorzystano dzieła malarskie[86]
- 1982: Rozmowa z malarzem. Beksiński (reżyseria: Maria Mastalińska)[87]
- 1985: Hommage à Beksinski(inne języki) (scenariusz i reżyseria: Bogdan Dziworski. Producent: Piotr Dmochowski)
- 1987: Sen (scenariusz i reżyseria: Bogdan Dziworski)[88]
- 1995: Trójgłos o Beksińskim (reżyseria: Hanna Kramarczuk i Tadeusz Nyczek)[89]
- 2006: Beksiński. Autoportret pośmiertny (scenariusz i realizacja: Alicja Wosik)[90]
- 2006: „Wywiad rzeka” ze Zdzisławem Beksińskim (scenariusz i realizacja: Fundacja Beksiński)
- 2006: 17 chwil z życia Zdzisława Beksińskiego (scenariusz i realizacja: Fundacja Beksiński)
- 2012: Testament Zdzisława Beksińskiego (scenariusz i reżyseria: Wojciech Barczak)[91]
- 2013: Z wnętrza – prolog, scenariusz i reżyseria: Tomasz Szwan, Cezary Grzesiuk[92][93]
- 2016: Ostatnia rodzina, reżyseria: Jan P. Matuszyński, scenariusz: Robert Bolesto[94]
- 2017: Beksińscy. Album wideofoniczny, scenariusz i reżyseria: Marcin Borchardt[95]
- 2019: Z wnętrza, scenariusz: Krystian Kamiński, Cezary Grzesiuk, reżyseria: Krystian Kamiński, Tomasz Szwan, Cezary Grzesiuk[96]
- 2020: Beksiński - Banach. Wywiad, którego nie będzie (spektakl internetowy), scenariusz: Wiesław Banach, reżyseria: Radosław Dunaszewski[97]

## Wydawnictwa
Albumy
- Tadeusz Nyczek: Zdzisław Beksiński. Warszawa: Wydawnictwo „Arkady”, 1989, seria: Sztuka naszych czasów. ISBN 83-213-3437-7. Brak numerów stron w książce
- Anna Dmochowska i Piotr Dmochowski: Beksiński – Peintures et dessins 1987 – 1991. AIP, 1991. Brak numerów stron w książce[98]
- Anna Dmochowska i Piotr Dmochowski: Beksiński – Photographies dessins sculptures. AIP, 1986. Brak numerów stron w książce
- „Beksinski” album wydany przez francuskie wydawnictwo Ramsay 1990 (Paryż)
- Zdzisław Beksiński: Antologia Twórczości cz 1 – Fotografia. Rzeszów: Fundacja Beksiński, 2007. ISBN 978-83-60942-20-8. Brak numerów stron w książce
- Zdzisław Beksiński: Antologia Twórczości cz 2 – prace z lat 50. i 60. Rzeszów: Fundacja Beksiński, 2011. ISBN 978-83-929805-2-0. Brak numerów stron w książce
- Zdzisław Beksiński: Antologia Twórczości cz 3 – Okres Fantastyczny. Rzeszów: Fundacja Beksiński, 2010. ISBN 978-83-929805-0-6. Brak numerów stron w książce
- Dwutomowy album „Beksiński” wydany przez Miejską Galerię Sztuki w Częstochowie.
- Trzytomowy album „Beksinski” wydany przez Nowohuckie Centrum Kultury.
- Trzytomowy album „Beksinski” wydany przez japońskie wydawnictwo Treville.

Publikacje książkowe
- Piotr Dmochowski: Notes sur la situation générale. Historique d’un échec. Paryż: wydane nakładem autora, 1995
- Liliana Śnieg-Czaplewska: BEX@. Moje e-maile ze Zdzisławem Beksińskim. Warszawa: Państwowy Instytut Wydawniczy, 2005. ISBN 83-06-02961-5. Brak numerów stron w książce[99][100]
- Piotr Dmochowski: Zmagania o Beksińskiego. Warszawa: Wydawnictwo Mawit Druk, 2016
- Piotr Dmochowski: Zdzisław Beksiński: listy 1999–2003. Warszawa: Wydawnictwo Mawit Druk, 2017
- Magdalena Grzebałkowska: Beksińscy. Portret podwójny. Kraków: Społeczny Instytut Wydawniczy „Znak”, 2014. ISBN 978-83-240-2874-0. Brak numerów stron w książce[101][102][103][104]
- Zdzisław Beksiński, Jarosław Mikołaj Skoczeń: Beksiński. Dzień po dniu kończącego się życia: dzienniki, rozmowy. Warszawa: Wydawnictwo Mawit Druk, 2016; ISBN 978-83-61443-11-7
- Olga Ptak (oprac.): Zdzisław Beksiński. Listy do Jerzego Lewczyńskiego. Gliwice: Muzeum w Gliwicach, 2014, s. 1–742. ISBN 978-83-89856-71-5.

## Odznaczenia
- Postanowieniem prezydenta RP Aleksandra Kwaśniewskiego z 1 marca 2005 Zdzisław Beksiński został pośmiertnie odznaczony Krzyżem Komandorskim Orderu Odrodzenia Polski za wybitne zasługi dla kultury, za osiągnięcia w twórczości artystycznej[105]. Odznaczenie wraz z uzasadnieniem przekazał Ryszard Pacławski[62].
- Decyzją Ogólnopolskiego Komitetu Organizacyjnego Obchodów 150-lecia Fotografii w uznaniu zasług dla rozwoju fotografii Zdzisław Beksiński został wyróżniony Medalem 150-lecia Fotografii, ustanowiony przez Zarząd Główny Związku Polskich Artystów Fotografików w 1989[106].

## Upamiętnienie

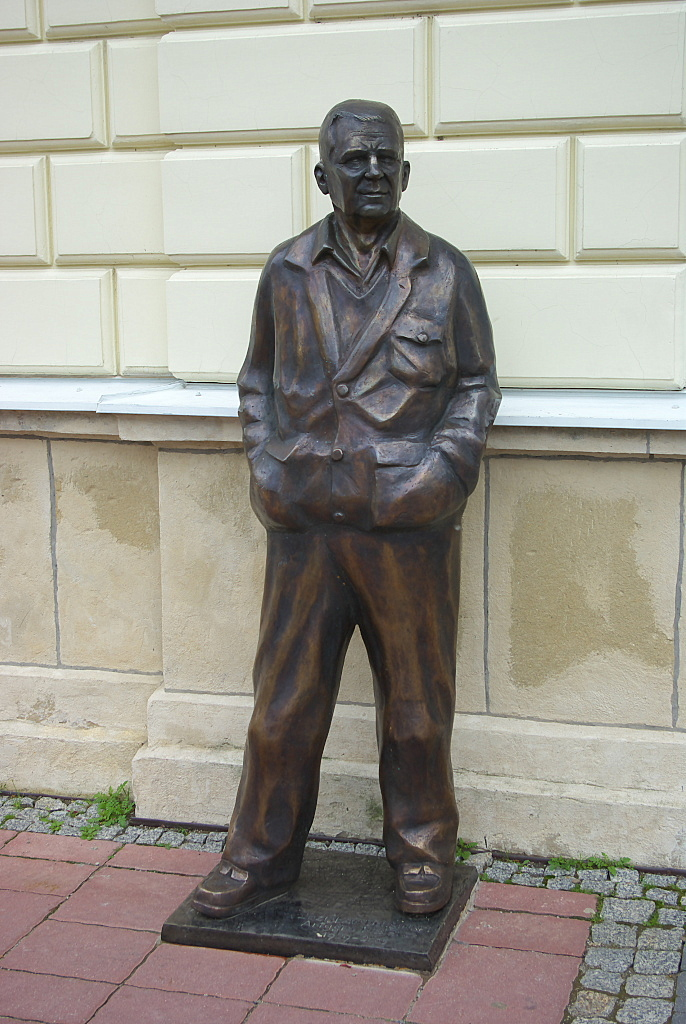
Pomnik Beksińskiego przy frontowej elewacji kamienicy przy ul. Rynek 14 na sanockim rynku

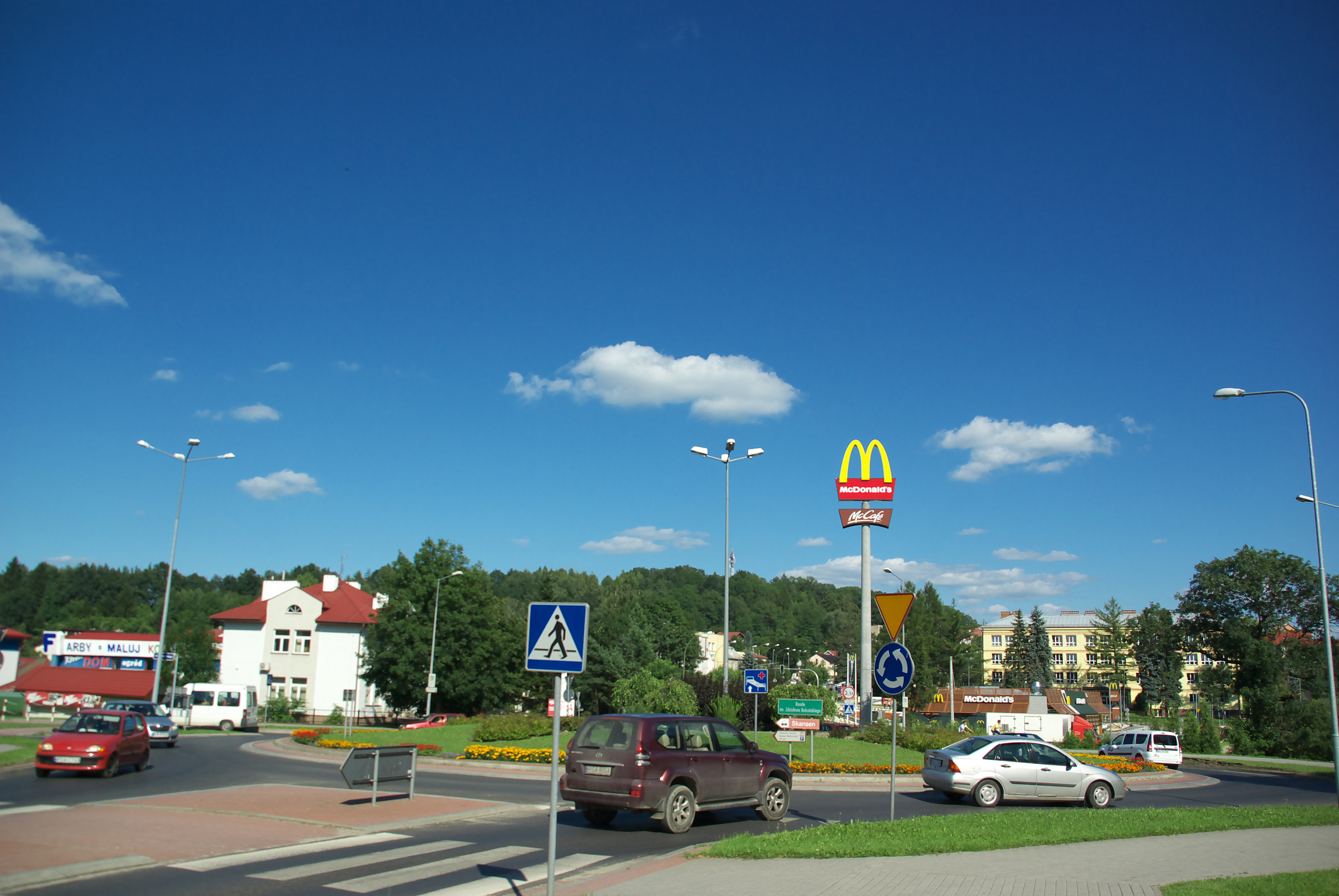
Rondo w rodzinnym mieście artysty, Sanoku, nazwane jego imieniem i nazwiskiem.

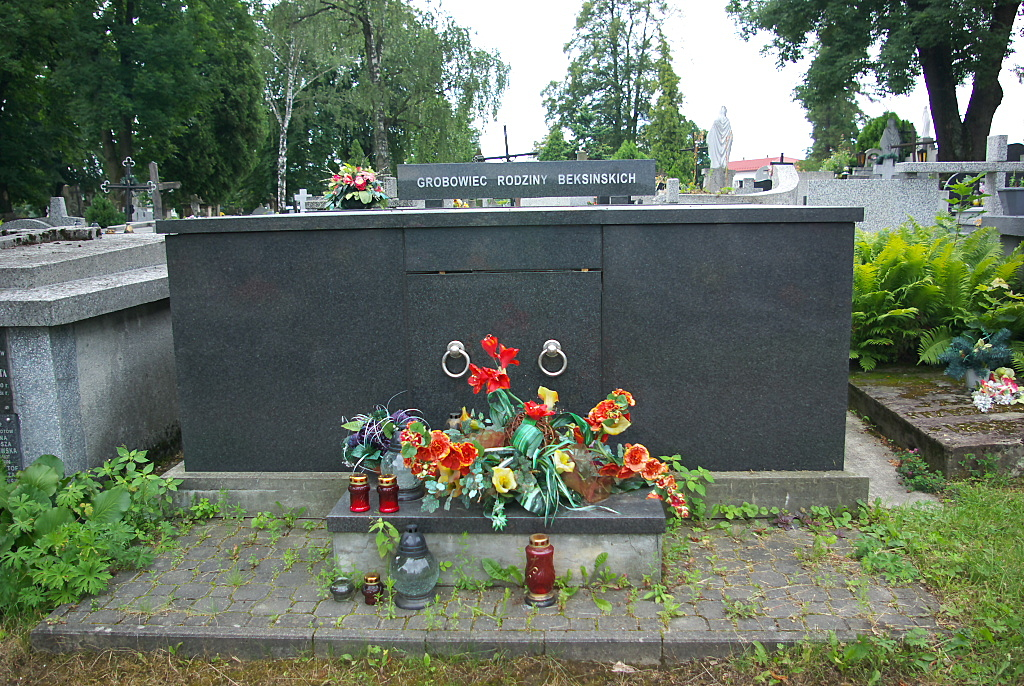
Grobowiec rodziny Beksińskich

- Po śmierci Beksińskiego jego imieniem nazwano rondo drogowe w rodzinnym mieście Sanoku, położone u zbiegu ulic Rymanowskiej i Romana Dmowskiego (pierwotnie decyzją Rady Miasta Sanoka przyjęto nazwę Rondo Krakowskie Przedmieście, jednak po śmierci Beksińskiego dokonano zmiany celem upamiętnienia artysty)[107][108][109].
- W miejscu istnienia domu Beksińskich w Sanoku, został ustanowiony Zieleniec Beksińskiego. Z dawnych zabudowań majątku Beksińskich pozostała w tym miejscu studnia[110]. 11 listopada 2005 staraniem Okręgu Bieszczadzkiego Ligi Ochrony Przyrody zasadzono tam dąb kolumnowy upamiętniający artystę[111]. Inskrypcja na tabliczce brzmi: W hołdzie wielkiemu sanoczaninowi Zdzisławowi Beksińskiemu. Zarząd Okręgu Bieszczadzkiego LOP. Sanok 11 listopada 2005. Został odsłonięty 10 listopada 2005[112].
- Związany z Sanokiem poeta Janusz Szuber napisał wiersz pt. Stojąc przed obrazami Zdzisława Beksińskiego, opublikowany w tomiku poezji pt. Apokryfy i epitafia sanockie z 1995[113]. Inny sanocki poeta Ryszard Kulman napisał wiersze pt. Muza Beksińskiego, pt. Kobieta Beksińskiego, pt. Gioconda Beksińskiego, opublikowane w tomiku poezji pt. Wszystkie kobiety w 2009[114]. Sanoczanka Barbara Bandurka napisała wiersz Na śmierć Beksińskiego, opublikowany w jej tomiku poezji pt. Zieleń Veronese’a z 2005[115].
- W październiku 2010 w holu głównym gmachu Parlamentu Europejskiego w Brukseli zaprezentowano ekspozycję 21 prac artysty na wystawie pod nazwą „Zdzisław Beksiński – mroki podświadomości” (organizatorem był europoseł Tomasz Poręba, PiS)[116].
- Z inicjatywy Sabiny Pelc-Szuryn[117] 1 października 2011 otwarto w Sanoku ścieżkę spacerową pod nazwą „Śladami Rodu Beksińskich”, wytyczoną i przebiegającą przez miejsca w mieście związane z rodziną Beksińskich. Na jej trasie umieszczono jedenaście tablic informujących o dokonaniach przedstawicieli rodziny. Tablice wykonano w formie sztalug malarskich z uwagi na działalność Zdzisława Beksińskiego i artystyczne profesje innych członków rodziny[118][119].
- 19 maja 2012 przy frontowej elewacji kamienicy przy ul. Rynek 14 na sanockim rynku odsłonięto pomnik Zdzisława Beksińskiego naturalnych rozmiarów. Rzeźbę wykonał Adam Przybysz[120]. Figura o wymiarze 180 cm wysokości i wadze 200 kg, została odlana z brązu[121].
- Robert Bolesto został autorem scenariusza pt. Ostatnia rodzina w zamierzeniu dla pełnometrażowego filmu fabularnego dotyczącego ostatnich 28 lat życia rodziny Beksińskich w Warszawie (1977–2005)[122]. Jan P. Matuszyński po przeczytaniu w biogramie Z. Beksińskiego w Wikipedii informacji o tym scenariuszu zrealizował na jego podstawie film pt. Ostatnia rodzina, który miał premierę w 2016[123][124] . W rolę Zdzisława Beksińskiego w tej produkcji wcielił się aktor Andrzej Seweryn[124] .
- W styczniu 2006 podjęła działalność Fundacja Beksiński, której celem jest ochrona oraz popularyzacja dorobku artysty, nabywanie prac i przekazywanie ich Muzeum Historycznemu w Sanoku.
- Na przełomie maja i czerwca 2013 zorganizowano pośmiertną wystawę prac artysty pt. „Mroki podświadomości” w wiedeńskim Phantastenmuseum[125].
- W 2017 powstał film dokumentalny „Beksińscy. Album wideofoniczny”, składający się archiwalnych nagrań dźwiękowych oraz filmowych[126].

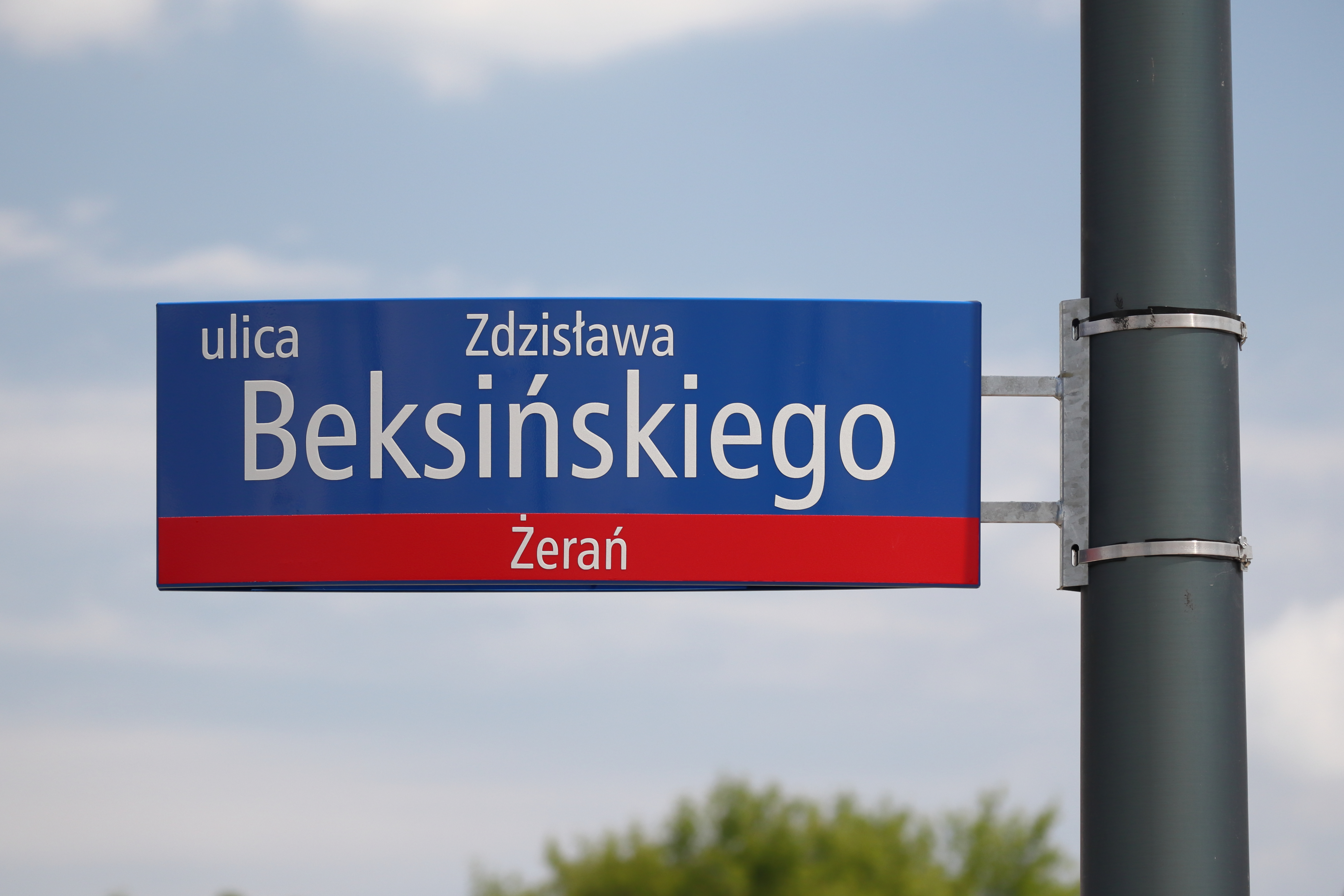
Ulica Zdzisława Beksińskiego w Warszawie

- Ulica Zdzisława Beksińskiego w Warszawie25 maja 2023 Rada m.st. Warszawy jednogłośnie przyjęła uchwałę nadającą nazwę ulicy im. Zdzisława Beksińskiego w dzielnicy Białołęka w Warszawie.[127].

## Odniesienia w kulturze masowej
- Radziecki żołnierz i pisarz Emil Kardin w książce pt. Odsłonięte skrzydło (wydanej w 1978) opisał swoje spotkanie i rozmowę ze Zdzisławem Beksińskim w 1972 w Sanoku[128].
- Reprodukcje prac Zdzisława Beksińskiego wydrukowano w tomikach poezji Janusza Szubera pt. Biedronka na śniegu z 1999 oraz Czerteż z 2006, a także obraz na okładce tomiku Próba dębu / Teste do carvalho z 2019[129].
- Twórca filmu animowanego pt. Katedra z 2002 (nominowanego do Oscara), Tomasz Bagiński, przyznał, że przy pracy nad tą produkcją inspirował się m.in. twórczością Zdzisława Beksińskiego[130].
- W amerykańskim horrorze Parasomnia z 2008 w reżyserii Williama Malone’a zostały zawarte cytaty obrazów Zdzisława Beksińskiego[131].
- Obraz Zdzisława Beksińskiego został wykorzystany na okładce albumu Omen z 2012 norweskiej grupy muzycznej Antestor[132].
- Meksykański reżyser filmowy Guillermo del Toro zadeklarował inspirację twórczością Beksińskiego w swoich produkcjach[125][131].
- Amerykański zespół muzyczny Rishloo nagrał utwór pod tytułem „Zdzislaw”, zainspirowany osobą i twórczością artysty. Kompozycja znalazła się na płycie Eidolon z 2007[133].
- W amerykańskim filmie Zabójcze ciało z 2009 w reżyserii Karyn Kusamy(inne języki) pojawia się scena, gdzie bohaterka Needy Lesnicky (grana przez Amandę Seyfried) przegląda książkę na temat okultyzmu, w której pojawiają się obrazy Beksińskiego, m.in. Pełzająca śmierć. Jednak nazwisko artysty nie zostaje wymienione[134].
- Gra „The Medium” polskiego producenta Bloober Team jest inspirowana obrazami Beksińskiego[135].
- Reprodukcje obrazów malarza wykorzystano w serialu telewizyjnym Chyłka[136][137].
- Obraz Zdzisława Beksińskiego z napisem In hoc signo vinces pojawia się w grze krótkometrażowej „Cheating Fate” z 2021 r. autorstwa Jang Games[138].